# حسن بانده
حسن بانده (انگلیسی: Hassane Bandé؛ زادهٔ ۳۰ اکتبر ۱۹۹۸) بازیکن فوتبال اهل بورکینافاسو است.
از باشگاه‌هایی که در آن بازی کرده است می‌توان به اشاره کرد.
وی همچنین در تیم ملی فوتبال بورکینافاسو بازی کرده است.